# تورگوت ایکوچ
تورگوت ایکوچ (انگلیسی: Turgut Aykaç؛ زادهٔ ۱ ژانویهٔ ۱۹۵۸) بوکسور اهل ترکیه است.